# François Donato
Pour les articles homonymes, voir Donato.
 (novembre 2022).
La mise en forme du texte ne suit pas les recommandations de Wikipédia : il faut le « wikifier ».
Les points d'amélioration suivants sont les cas les plus fréquents :
- Les titres sont pré-formatés par le logiciel. Ils ne sont ni en capitales, ni en gras.
- Le texte ne doit pas être écrit en capitales (les noms de famille non plus), ni en gras, ni en italique, ni en « petit »…
- Le gras n'est utilisé que pour surligner le titre de l'article dans l'introduction, une seule fois.
- L'italique est rarement utilisé : mots en langue étrangère, titres d'œuvres, noms de bateaux, etc.
- Les citations ne sont pas en italique mais en corps de texte normal. Elles sont entourées par des guillemets français : « et ».
- Les listes à puces sont à éviter, des paragraphes rédigés étant largement préférés. Les tableaux sont à réserver à la présentation de données structurées (résultats, etc.).
- Les appels de note de bas de page (petits chiffres en exposant, introduits par l'outil «  Source ») sont à placer entre la fin de phrase et le point final[comme ça].
- Les liens internes (vers d'autres articles de Wikipédia) sont à choisir avec parcimonie. Créez des liens vers des articles approfondissant le sujet. Les termes génériques sans rapport avec le sujet sont à éviter, ainsi que les répétitions de liens vers un même terme.
- Les liens externes sont à placer uniquement dans une section « Liens externes », à la fin de l'article. Ces liens sont à choisir avec parcimonie suivant les règles définies. Si un lien sert de source à l'article, son insertion dans le texte est à faire par les notes de bas de page.
- La présentation des références doit suivre les conventions bibliographiques. Il est recommandé d'utiliser les modèles {{Ouvrage}}, {{Chapitre}}, {{Article}}, {{Lien web}} et/ou {{Bibliographie}}. Le mode d'édition visuel peut mettre en forme automatiquement les références.
- Insérer une infobox (cadre d'informations à droite) n'est pas obligatoire pour parachever la mise en page.

Pour une aide détaillée, merci de consulter Aide:Wikification.
Si vous pensez que ces points ont été résolus, vous pouvez retirer ce bandeau et améliorer la mise en forme d'un autre article.
François Donato, né le 20 octobre 1963 à Mont-de-Marsan et mort le 15 novembre 2024 à Toulouse, est un compositeur français.

## Biographie
François Donato naît le 20 octobre 1963 à Mont-de-Marsan. D'abord autodidacte, il étudie à l'Université de Pau puis au conservatoire de Gennevilliers avec Jean Schwartz, puis au Conservatoire national supérieur de musique et de danse de Lyon avec Philippe Manoury.
Il entre au Groupe de recherches musicales (GRM) à Paris en 1990, y travaille avec les compositeurs en résidence, à la régie des concerts, et à la recherche.
En 2005 à Toulouse, il intègre la compagnie de création musicale éOle comme coordinateur.
De 2007 à 2012, il a également été intervenant sur les techniques du son et de l’interactivité à l’Université Toulouse-Jean-Jaurès , département Arts Plastiques Arts Appliqués; puis artiste indépendant.
Prioritairement tourné vers la musique acousmatique, il a reçu des commandes du GRM, de Radio France, du Daad de Berlin, du Ministère de la Culture, du Teatro Massimo Vittorio Emanuele de Palerme, du festival Rien à Voir Montréal.
François Donato meurt le 15 novembre 2024 à Toulouse, à l'âge de 61 ans.

## Esthétique
Il développe une écriture du son basée sur l’organicité des matières sonores, et privilégie le geste dans la production musicale. Il développe des outils personnels à partir de contrôleurs externes comme des tablettes graphiques, des capteurs infrarouges, des détecteurs de mouvement…[réf. souhaitée]

## Œuvres
Parmi ses pièces acousmatiques
- Triadis, mémoires de la Lumière[4] (1988, premier prix de composition au Concours National d’Orléans)
- L’ange ébloui[5] (1991, 2è prix au concours Luigi Russolo)
- Annam (1993) et Annam Sarvam (1995) : diptyque
- En Nuestros Labios[6] : 2000[7], pièce vocale sur un poème d’amour de Francisco de Aldana (XVIe siècle espagnol) : partie du cycle Chroniques de l'effacement ordinaire
- The lights of B.[8] (2004), Struzz (2006) et Perles de cordes (2007) : triptyque avec guitare électrique
- Origine (Mme D.)[9] 2013-14 d’après les notes de travail du docteur Alois Alzheimer
- We Fight[10] créé en 2018, commande de l’INA / Groupe de Recherches Musicales, pièce acousmatique multicanal  dont la thématique porte sur la notion de confrontation, de combat contre les dérives de notre société techno-capitaliste : 2e partie du cycle Chroniques de l’effacement ordinaire.

## Collaborations

### Danse et théâtre
- Avec la Compagnie Pal Frenak
- la Compagnie Coda Norma (projets Une femme normale à en mourir, texte de Jan Fabre et Milla neits e una de mas d’après les contes des Mille et une Nuits)
- Compagnie Hypothèse Théâtre (poème Bureau de Tabac de Fernando Pessoa)[11]

### Performances
- travaille depuis 2011[12] avec le compositeur Hervé Birolini sur des performances musicales scénographiées où la technologie est autant un support de jeu musical qu’un sujet de réflexion : Arrays et Arrays Extension

### Installations
- installation[13] sonore interactive Traverses Sensorielles 2011 avec Musée du Saut du Tarn à Saint-Juéry (Tarn).
- Avec la plasticienne Golnaz Behrouznia[14] : Lumina Fiction 1 et 2, Vanimentis, ElectroAnima Experiment et Dissimilarium paysages/sculptures multimedia 2019

- Il a collaboré aux créations du compositeur Pierre Jodlowski.

- Time Leaks 43°36’30 N / 1°26’40 E : installation sonore interactive 2017, commande du Centre Culturel Bellegarde de Toulouse, réflexion sur la mémoire et vie quotidienne.

- Time Leaks | Larrey[15] 2019 pour l’hôpital Larrey à Toulouse (histoire et vécu des usagers)

- En 2018 avec la comédienne Corinne Mariotto :
  - Les Immersions — un dispositif immersif de lectures aumentées qui tisse un univers sonore autour de textes choisis dans le répertoire d’un auteur ou une auteure. Il s’agit d’une performance live avec écoute au casque pour une cinquantaine de personnes qui met en exergue un travail de spatialisation binaurale de la voix et des matières sonores. La création est prévue à Toulouse à l’automne 2020.
  - Passion simple — une adaptation scénique du livre éponyme d’Annie Ernaux pour une comédienne et un artiste sonore au plateau. Production en cours de développement pour une création prévue à l’automne 2022.

- Un matin, s’étirer jusqu’aux bouts du monde en 2021 avec Anne Lefèvre[16],[17]

## Discographie, édition numérique
- Stare Libra Onis[18] : Prix International Noroit-Léonce Petitot 1989, (CD) Centre Noroit, NOR 1 1990[19]
- Annam Servam: Rhythmus : Klangwelten, CD WERGO, Neue Zeitschrift Für Musik, WER 30252, 1997
- Triadis : Paysaginaire Concrêtement, PAYSA9810 1998
- Sept Jours : Inventionen '98 - 50 Jahre Musique Concrète (2xCD, Comp) édition RZ, Ed. RZ 10009/10, 1999
- Annam Sarvam[20] 1995 : 50 Ans de Musique Électroacoustique au Groupe de Recherches Musicales (2CD, Comp), Fondazione Teatro Massimo, Ina-Grm, F.T.M. 002, 2001
- Corps De Compassion : Inventionen 2000 : Berliner Festival Neuer Musik (2CD, Comp) Edition RZ, Pfau Verlag, Berliner Künstlerprogramm des DAAD, 10012 - 10013,  (ISBN 3-89727-133-8), 2002

- Chroniques de l'effacement ordinaire Vol 1[21] (partie du cycle sur relations entre Humanité et Technologie)
- Amman calling[22]
- Annam[23] 1993[24]
- Faces of Strings[25] 1.The lights of B.[26] 2003-2004 15:28 2.Struzz[27] 2005-2006 15:39 3.Perles de cordes[28] 2007-2008 14:54

## Liens
- Ressources relatives à la musique :   - Bandcamp
  - BRAHMS
  - Discogs
  - MusicBrainz
  - SoundCloud
- Notices d'autorité :   - VIAF
  - ISNI
  - BnF (données)
  - IdRef
  - LCCN
  - GND
  - Pologne
  - Israël
  - NUKAT
  - WorldCat
- Site compositeur
- Sur Electrodoc